# IsoKarhu
IsoKarhu est un centre commercial à Pori en Finlande.

## Présentation
IsoKarhu est un centre commercial situé le long de la rue Yrjönkatu dans le centre de Pori.
IsoKarhu appartient à Citycon et a été ouvert en 1991.
Les propriétaires du centre ont changé plusieurs fois dans les années 1990.
En 1999 Citycon a acheté IsoKarhu de Merita Kiinteistöt Oy.
Entre 2001 et 2004, IsoKarhu s'est étendu pour couvrir l'ensemble de l'îlot urbain.
L'été 2017, Citycon a annoncé qu'il ouvrirait le troisième parc finlandais d'escalade et d'aventure Irti Maasta à IsoKarhu l'hiver suivant.
En novembre 2018, Citycon a déclaré qu'il prévoyait d'ouvrir un espace de vente au détail au niveau de la rue d'Isokarhu, mais d'autres étages pourraient inclure des appartements ou des espaces hôteliers, par exemple. 
D'un autre côté, il pourrait même y avoir des tours d'habitation au-dessus du parc de stationnement dans le futur.

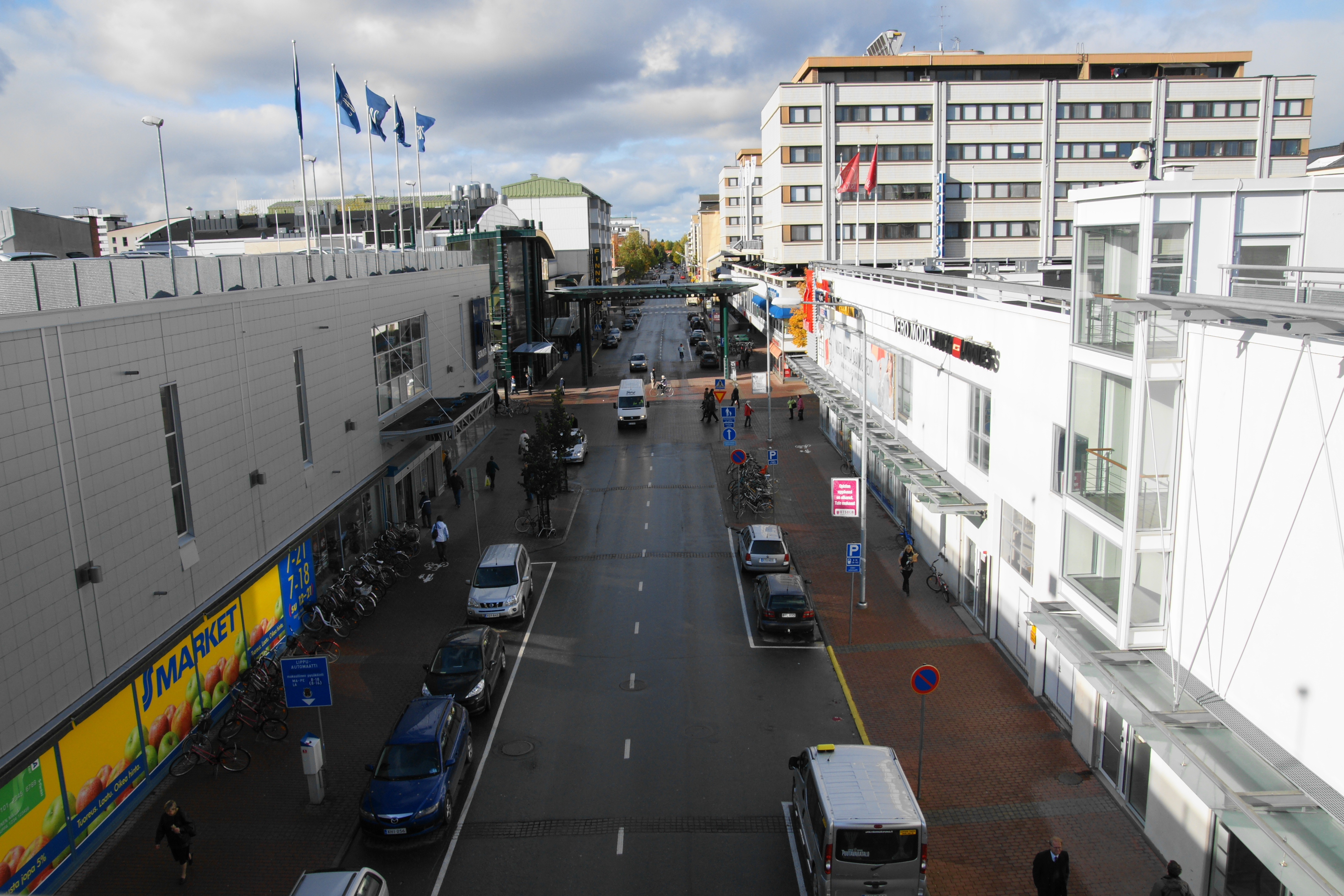
Isokarhu, Sokos et Promenadikeskus.